# Lithospermum dodrantale
Lithospermum dodrantale är en strävbladig växtart som först beskrevs av Ivan Murray Johnston, och fick sitt nu gällande namn av J.I.Cohen. Lithospermum dodrantale ingår i släktet stenfrön, och familjen strävbladiga växter. Inga underarter finns listade i Catalogue of Life.